# Melanthium
Melanthium es un género de plantas con flores perteneciente a la familia Melanthiaceae. Comprende 4 especies aceptadas de 33 descritas. Es originario de centro y este de EUA

## Taxonomía
El género fue descrito por Carlos Linneo y publicado en Species Plantarum 1: 339. 1753. La especie tipo es: Melanthium virginicum

## Especies aceptadas
A continuación se brinda un listado de las especies del género Melanthium aceptadas hasta julio de 2015, ordenadas alfabéticamente. Para cada una se indica el nombre binomial seguido del autor, abreviado según las convenciones y usos.	
- M. latifolium (Veratrum latifolium[5])
- M. parviflorum (Veratrum parviflorum[2])
- M. virginicum (Veratrum virginicum[2])
- M. woodii (Veratrum woodii[2])